# Пёстрая неделя
Пёстрая неде́ля — у славян неделя перед Масленичной (Мясопустом). Начинается за две недели до начала Великого поста.

## Другие названия
рус. Неделя мясопустная, брянск.Поминальная неделя, Ряба́я неделя, Масляное заговенье, Среченские деды; укр. Всеїдний тиждень, Рябий тиждень; полес. За́пустный ты́ждень, Дедовая неделя, Поминальный тыждень.

## Этимология
Название недели связано с тем, что в отличие от предыдущей, в среду и пятницу соблюдался пост, т. е. получалась «пестрота» — дни употребления в пищу мяса перемежаются постными днями. В русском языке понятие «пёстрый», как и в белорусском «рабы» (рябой), наделено отрицательными свойствами — неоднородный, ненадёжный, нестабильный. Это привело к некоторым запретам, негативным оценкам действий, совершаемых в это время.

## Славянские традиции
В субботу поминали умерших (см. Мясопустная суббота) с посещением кладбища и поминальным столом дома. Воскресенье перед Масленицей называлось «Мясное». В этот день было принято ходить в гости к родственникам, друзьям, соседям и приглашать на Масленицу. Говорили: «Заговляюсь на сыр да на масло».
На пёстрой неделе заканчивается период свадеб, проходивший с Зимнего свадебника.
Пёстрой неделей называлась также неделя после Святой. По народному мнению, кто женится на этих неделях, тот будет жить бедно, или как говорится в народе, пёстро.

## Четверг и пятница
У белорусов четверг и пятница на этой неделе считались поминальными днями. В эти дни старались не работать, «каб не шкодзіць мёртвым душам», утром топили печь, белили в доме, убирали, застилали стол свежей скатертью, вешали новые рушники — «чакалі гасцей — дзядоў». После ритуального обеда всё оставляли на столе — «гасцям пачаставацца».

## Малая масленица
В Белоруссии и в некоторых местах России в субботу перед Масленицей отмечали Родительский день, первый в этом году. В этот день поминали умерших родителей. Для них специально пекли блины — и первый блин клали на божницу, слуховое окно или крышу, оставляли на могилах на кладбище, а также раздавали блины детворе, нищим и монашкам с просьбой помянуть такого-то.
Утром и вечером, садясь за стол, обязательно приглашали разделить семейную трапезу, состоящую из говядины, варёной свинины, жареной баранины, умерших в доме родственников. «Со стола не сбирають»: остатки вечерней трапезы оставляют на столе до утра вместе с посудой и ложками, прикрыв всё это концами скатерти (д. Щепихино, Калужского района).

И теперь крестьяне убеждены, что на заговенье, особенно же масленичное, пред Великим постом, необходимо оставить для предков-покойников кушанье. А потому на заговенье после ужина со стола ничего не убирают, чашек и ложек не моют, даже горшки с оставшейся пищей ставят на стол. Все недоеденное оставляется «родителям», которые под покровом ночной темноты выходят из-за печки и едят.

## Мясное воскресенье
Последнее воскресенье перед Масленицей носило название «Мясное» или «Мясопустное воскресенье», в Воронежской губернии — «Мясное заговенье». В воскресенье говорили: «Нынче 12 раз шти (щи) хлебают, 12 раз мясо едят».
В вологодских деревнях ходили в гости к родственникам, соседям, друзьям и приглашали в гости на Масленицу. В это воскресенье тесть звал зятя «доедать барана». «Заговляюсь на сыр да на масло», — говорили в вечер перед Масленицей.
На Украине накануне закалывали поросят или свинью и в Мясное заговенье варили холодец из свиных ножек, в связи с чем, день так и называли «Ножковое пущенье, Ножко́вы» (укр. Ніжкове пущання, Нижко́ви). Ср. «поросячий понедельник» у хорватов (хорв. Prašći pundeljak) — понедельник перед масленичной неделей (Мясопустом).
В Харьковской губернии считали, что в последнюю ночь мясопустной недели муж не должен спать с женой, иначе волки поедят у них всех поросят.
Хорваты, болгары и македонцы на Мясное заговенье, как и в последний день Мясопуста, кололи и ели курицу, а её кровью рисовали на лбу у детей крестики, в связи с чем Мясное заговенье называли диал. болг. Кокошчени заговезни, Кокошкини заговелки, Кокоша заговелка, диал. макед. Кокошкини поклади. Хорваты в Вароше про этот обычай говорили, что «масленица должна быть окроплена кровью» (хорв. moraje se Poklade okrvit, da živat ne gini).

## Пословицы и поговорки
- На Пёстрой (неделе) жениться — с бедой породниться[17].
- Оттого и баба пестра, что на Пёстрой замуж пошла[17].
- На Пёстрой жениться — голь да беда[17].